# ماريان فيرنر
ماريان فيرنر (بالألمانية: Marianne Werner)‏ (و. 1924  م) هي منافسة ألعاب القوى من ألمانيا، وألمانيا الغربية، ولدت في دولمن، شاركت في الألعاب الأولمبية الصيفية 1956، والألعاب الأولمبية الصيفية 1952.

## روابط خارجية
- ماريان فيرنر على موقع أوليمبيديا (الإنجليزية)